# 布蘭登堡的伊莉莎白·索菲 (1589-1629)
布蘭登堡的伊莉莎白·索菲（德語：Elisabeth Sophie von Brandenburg，1589年7月13日—1629年12月24日），薩克森-勞恩堡公爵夫人，布蘭登堡選侯約翰·格奧爾格的女兒。

## 家庭
1613年，伊莉莎白·索菲與波蘭-立陶宛貴族雅努斯·拉齊維烏結婚，兩人共有1子2女：
1. 艾爾茲別特（1615年—1633年），早逝
2. 索菲（1618年—1637年），早逝
3. 波吉斯瓦夫（英语：Bogusław Radziwiłł）（1620年—1669年）

雅努斯·拉齊維烏於1620年去世。1628年，伊莉莎白·索菲與薩克森-勞恩堡的尤里烏斯·海因里希結婚，兩人的獨子法蘭茲·埃爾德曼於隔年出生。